# Oliver Bearman

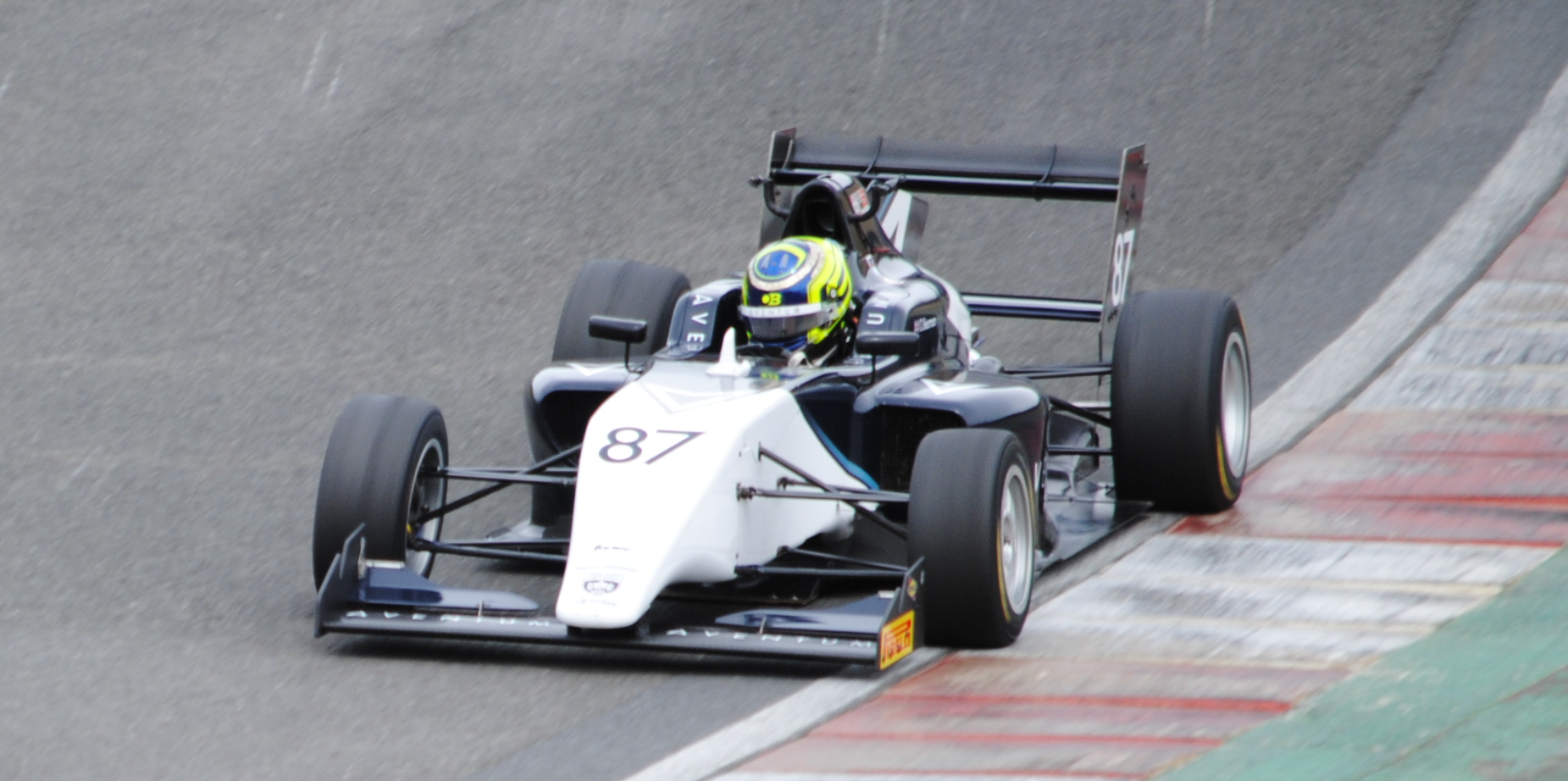
Oliver Bearman in het BRDC Britse Formule 3-kampioenschap op Brands Hatch in 2021

Oliver Bearman (Chelmsford, 8 mei 2005) is een Brits autocoureur. Hij werd in 2021 kampioen in het Italiaanse en het ADAC Formule 4-kampioenschap. Vanaf 2022 maakt hij onderdeel uit van de Ferrari Driver Academy, het opleidingsprogramma van het Formule 1-team van Ferrari. Vanaf het seizoen 2025 is hij coureur voor Haas.

## Carrière

### Karting
Bearman begon zijn autosportcarrière in het karting in 2013 in het kampioenschap van de Trent Valley Kart Club, de kartclub waarbij hij was aangesloten. In 2016 en 2017 werd hij tweede in de Cadet-klasse van de Super 1 National Championships. In 2017 won hij de Kartmasters British Grand Prix. In 2019, zijn laatste jaar in de karts, werd hij kampioen in de IAME International Final, de IAME Euro Series en de IAME Winter Cup.

### Formule 4
In 2020 debuteerde Bearman in het formuleracing, waarin hij voor US Racing deelnam aan het ADAC Formule 4-kampioenschap. Hij won zijn eerste race op de Hockenheimring en stond in de rest van het seizoen nog tweemaal op het podium, waardoor hij met 144 punten zevende werd in het klassement. Daarnaast deed hij ook mee in de rookieklasse, waarin hij drie races won en met 293 punten tweede werd achter Tim Tramnitz. Verder reed hij voor US ook in drie raceweekenden van het Italiaanse Formule 4-kampioenschap, waarin hij op het Autodromo Vallelunga een race won. Ook op de Red Bull Ring stond hij op het podium. Met 85 punten werd hij tiende in de eindstand.
In 2021 reed Bearman een volledig programma in zowel de Italiaanse als de ADAC Formule 4 bij Van Amersfoort Racing. In de Italiaanse Formule 4 behaalde hij elf overwinningen, waaronder alle drie de races op zowel Vallelunga als het Autodromo Nazionale Monza, en stond hij in vier andere races op het podium. Met 343 punten werd hij overtuigend gekroond tot kampioen in de klasse. In de ADAC Formule 4 won hij zes races: twee op de Red Bull Ring en het Circuit Zandvoort en een op zowel de Hockenheimring als de Nürburgring. Met 295 punten werd hij ook in deze klasse kampioen, waarmee hij de eerste coureur werd die deze Formule 4-kampioenschappen in hetzelfde jaar wist te winnen. Hiernaast nam hij gedurende het jaar deel aan drie raceweekenden van het Britse Formule 3-kampioenschap, dat halverwege het seizoen van naam veranderde naar het GB3 Championship, voor het team Fortec Motorsports. Hij behaalde vier podiumplaatsen, inclusief een overwinning op het Snetterton Motor Racing Circuit. Met 163 punten werd hij veertiende in deze klasse.

### Formule 3
In 2022 werd Bearman opgenomen in de Ferrari Driver Academy, het opleidingsprogramma van het Formule 1-team van Ferrari. Hij begon het seizoen in het Formula Regional Asian Championship bij het team Mumbai Falcons. Hij reed in slechts twee van de vijf raceweekenden. Hij behaalde een podiumplaats op het Dubai Autodrome en werd met 29 punten vijftiende in de eindstand. Aansluitend debuteerde hij in het FIA Formule 3-kampioenschap bij het team Prema Racing. Hij won een race op het Circuit de Spa-Francorchamps en stond in de rest van het seizoen zeven keer op het podium, waaronder in beide races op Monza. Met 132 punten werd hij achter Victor Martins en Zane Maloney derde in het eindklassement.

### Formule 2
In 2023 debuteerde Bearman in de Formule 2, waarin hij zijn samenwerking met Prema voortzette. Na een moeilijke seizoensstart won hij beide races in het raceweekend op het Baku City Circuit. Hierna behaalde hij nog twee zeges op het Circuit de Barcelona-Catalunya en Monza. Hiernaast behaalde hij op de Hungaroring nog een podiumplaats. Met 130 punten werd hij zesde in het kampioenschap.
In 2024 bleef Bearman actief bij Prema in de Formule 2. Hij behaalde de pole position op het Jeddah Corniche Circuit, maar miste het raceweekend omdat hij werd opgeroepen om in de Formule 1 te rijden. Ook miste hij het weekend op Baku vanwege verplichtingen in de Formule 1; dat weekend werd hij vervangen door Gabriele Minì. Hij won drie races op de Red Bull Ring, Monza en het Losail International Circuit, die tevens zijn enige podiumfinishes waren. Met 75 punten werd hij twaalfde in de eindstand.

### Formule 1
Op 27 oktober 2023 maakte Bearman zijn debuut in de Formule 1 bij de GP van Mexico-Stad tijdens de eerste vrije training, hij reed in plaats van Kevin Magnussen voor Haas.

In 2024 kwam hij één race uit voor Ferrari in de Grand Prix van Saoedi-Arabië, als vervanger van de zieke Carlos Sainz. Bij zijn debuut werd Bearman zevende. Op 4 juli 2024 werd bekendgemaakt dat Bearman met ingang van 2025 voor Haas zal rijden als vervanger van Nico Hülkenberg. Later in het jaar 2024 reed Bearman nog een race (de Grand Prix van Azerbeidzjan) voor Haas als vervanger van de geschorste Kevin Magnussen. Bij de GP van São Paulo verving hij Magnussen die zich door ziekte had teruggetrokken.

## Formule 1-carrière
| Jaar/Jaren   | Team    |
| ------------ | ------- |
| 2024         | Ferrari |
| 2024 – heden | Haas    |

### Statistiek
Onderstaande tabel is bijgewerkt tot en met de  Grand Prix van Hongarije 2025.
|                       | 2024 | 2025 | Totaal         |
| --------------------- | ---- | ---- | -------------- |
| Aantal races          | 3    | 13 * | 16 (16 starts) |
| Aantal zeges          | 0    | 0 *  | 0              |
| Aantal pole-positions | 0    | 0 *  | 0              |
| Aantal snelste rondes | 0    | 0 *  | 0              |
| Aantal podiumplaatsen | 0    | 0 *  | 0              |
| Aantal WK-punten      | 7    | 8 *  | 15             |
| Eindstand WK          | 18   | 18 * |                |

* Seizoen loopt nog.

### Formule 1-resultaten
| Kleur  | Resultaat                       |
| ------ | ------------------------------- |
| Goud   | Winnaar                         |
| Zilver | Tweede plaats                   |
| Brons  | Derde plaats                    |
| Groen  | Gefinisht (punten behaald)      |
| Blauw  | Gefinisht (geen punten behaald) |
| Blauw  | Niet geklasseerd (NC)           |
| Paars  | Uitgevallen (DNF)               |
| Rood   | Niet gekwalificeerd (DNQ)       |

| Kleur   | Resultaat                              |
| ------- | -------------------------------------- |
| Zwart   | Gediskwalificeerd (DSQ)                |
| Wit     | Niet gestart (DNS)                     |
| Blanco  | Gewond (INJ)                           |
| Blanco  | Uitgesloten (EX)                       |
| Blanco  | Teruggetrokken (WD) / Niet deelgenomen |
| 1, 2, 3 | Sprint positie (punten behaald)        |
| P       | Poleposition                           |
| S       | Snelste ronde                          |

| Jaar  | Inschrijving     | Chassis       | Motor             | 1      | 2     | 3      | 4      | 5      | 6       | 7      | 8      | 9      | 10     | 11     | 12     | 13      | 14      | 15    | 16    | 17     | 18    | 19     | 20     | 21     | 22     | 23    | 24    | Pos. | Punten |
| ----- | ---------------- | ------------- | ----------------- | ------ | ----- | ------ | ------ | ------ | ------- | ------ | ------ | ------ | ------ | ------ | ------ | ------- | ------- | ----- | ----- | ------ | ----- | ------ | ------ | ------ | ------ | ----- | ----- | ---- | ------ |
| 2023  | Haas F1 Team     | Haas VF-23    | Ferrari 066/10 V6 | BHR 0  | SAR 0 | AUS 0  | AZE 0  | MIA 0  | MON 0   | SPA 0  | CAN 0  | OOS 0  | GBR 0  | HON 0  | BEL 0  | NED 0   | ITA 0   | SIN 0 | JPN 0 | QAT 0  | VST 0 | MXS TC | SAP 0  | LSV 0  | ABU TC |       |       | –    | –      |
| 2024  | Haas F1 Team     | Haas VF-24    | Ferrari 066/10 V6 | BHR 0  |       | AUS 0  | JPN 0  | CHN 0  | MIA 0   | EMI TC | MON 0  | CAN 0  | SPA TC | OOS 0  | GBR TC | HON TC  | BEL 0   | NED 0 | ITA 0 | AZE 10 | SIN 0 | VST 0  |        | SAP 12 | LSV 0  | QAT 0 | ABU 0 | 18   | 7      |
| 2024  | Scuderia Ferrari | Ferrari SF-24 | Ferrari 066/12 V6 |        | SAR 7 |        |        |        |         |        |        |        |        |        |        |         |         |       |       |        |       |        | MXS TC |        |        |       |       | 18   | 7      |
| 2025* | Haas F1 Team     | Haas VF-25    | Ferrari 066/15 V6 | AUS 14 | CHN 8 | JPN 10 | BHR 10 | SAR 13 | MIA DNF | EMI 17 | MON 12 | SPA 17 | CAN 11 | OOS 11 | GBR 11 | BEL 711 | HON DNF | NED 0 | ITA 0 | AZE 0  | SIN 0 | VST 0  | MXS 0  | SAP 0  | LSV 0  | QAT 0 | ABU 0 | 18*  | 8*     |

- * Seizoen loopt nog.